# Política XXI
O Política XXI (PXXI) foi um partido político português socialista. Foi fundado por antigos membros do PCP e do MDP/CDE. Os seus membros vieram maioritariamente da Plataforma de Esquerda, grupo dissidente do PCP. Quando a Plataforma de Esquerda assinou um acordo eleitoral autárquico com o PS, a ala esquerda do movimento, composta por Miguel Portas, Paulo Varela Gomes, Daniel Oliveira, Ivan Nunes, abandonou a direcção. Na Plataforma de Esquerda ficaram dirigentes como Pina Moura, Barros Moura, José Luís Judas e Mário Lino. Os dissidentes juntar-se-iam ao MDP/CDE para formar a Política XXI. A Política XXI concorreu às Eleições Europeias de 1994, sendo o cabeça de lista Ivan Nunes, então com 21 anos.
Em 1998 a Política XXI juntou-se ao Partido Socialista Revolucionário e à União Democrática Popular para formar o Bloco de Esquerda.
Já dentro do Bloco de Esquerda, abdicou do seu papel de partido político para passar a ser uma Associação política chamada Fórum Manifesto. A Associação edita a revista Manifesto que se encontra à venda em algumas livrarias do país, nomeadamente na livraria "Leitura" no Porto, e nas sedes do Bloco de Esquerda.

## Fórum Manifesto
Quanto à sua identidade política, o Fórum Manifesto situa-se num campo que vai da esquerda marxista à social-democracia de esquerda. 
A 12 de julho de 2014 o Fórum Manifesto anunciou a desvinculação do Bloco de Esquerda. A 31 de janeiro de 2015 participou, com o partido LIVRE, a Renovação Comunista, o MIC-Porto e uma maioria de cidadãos independentes, no movimento Tempo de Avançar para concorrer às eleições através da candidatura cidadã LIVRE/Tempo de Avançar.

## Resultados Eleitorais

### Eleições europeias
| Data | Cabeça de Lista | Cl. | Votos  | %             | Deputados |
| ---- | --------------- | --- | ------ | ------------- | --------- |
| 1994 | Ivan Nunes      | 9.º | 12 402 | 0,41 / 100,00 | 0 / 25    |

### Eleições autárquicas
(Resultado que excluem os resultados de coligações envolvendo o partido)
| Data | Cl.  | Votos | %             | Presidentes CM | Vereadores |
| ---- | ---- | ----- | ------------- | -------------- | ---------- |
| 1997 | 12.º | 6 995 | 0,13 / 100,00 | 0 / 305        | 1 / 2 021  |

| Municípios | 1997  | 1997 |
| ---------- | ----- | ---- |
| Fafe       | 1 / 7 | 3.º  |